# Kava
Káva je napitek iz prevretih zmletih zrn rastline kavovca.
Je tradicionalno poživilo, katerega pitje je za pivce obred. Redni pivci stežka začnejo dan brez skodelice potrebnega napitka - črne kave, kave z mlekom ali kave s smetano, lahko pa tudi kakšne druge različice napitka, za katerega verjamejo, da jim pomaga pri prebujanju.

## Etimologija imena
Obstaja več etimoloških razlag imena te poživilne pijače. Najbolj pogosta razlaga začne razlago z arabsko besedo qahwa. Ta beseda naj bi bila eden od arabskih izrazov za vino, na kavo pa so ga prenesli šele kasneje, ko se je pojavila. To ime naj bi ji pripisali zato, ker pri pivcu, podobno kot vino, ki odvrača poželenje po hrani, odpravlja potrebo po spanju. Prav zato, da bi kavo razlikovali od vina, v islamskem svetu prepovedane pijače, so kasneje nekateri arabski sufiji besedo spremenili v qihwa.
Nekateri etimologi povezujejo ime z imenom province Kaffa v južni Etiopiji, od koder naj bi izvirala rastlina. Po manj verjetni različici naj bi ime izviralo iz besede quwwa, ki pomeni moč in naj bi opisovala učinke te pijače.

## Zgodovina
Po legendi, ki jo je prvi zapisal Faustus Banesius Naironus, naj bi bilo odkritje poživilnih učinkih kave slučajno. Nek pastir, ki je pasel kamele ali po drugih virih koze, naj bi se v kraljestvu Jemen potožil tamkajšnjim menihom, da njegove črede večkrat prebedijo noč, hkrati pa tudi čudno poskakujejo in poplesujejo. Menihi so bili prepričani, da je čudno obnašanje povezano z nečim, kar so živali pojedle, zato so neke noči odšli s pastirjem za čredo. Tam so našli neko grmičje z rdečimi plodovi, ki so jih jedle živali. Eden od menihov je plodove prevrel in pil prekuhano pijačo. Ugotovil je, da ga je tekočina obdržala budnega celo noč. Od takrat naprej so menihi pijačo pili vsako noč pred molitvijo. Tako naj bi se kava razširila po vsem kraljestvu, kasneje pa še izven njega.
Pijačo, ki jo danes poznamo pod imenom kava, je leta 1583 prvi opisal nemški zdravnik Leonhard Rauwolf po vrnitvi z desetletnega potovanja po Bližnjem vzhodu.
V Evropo so kavo prvi prinesli beneški trgovci v 17. stoletju, na ozemlju današnje Italije pa so bile prve kavarne odprte okoli leta 1645. Rimskokatoliška cerkev je pitje kave zelo kritizirala, proglasili so jo celo za hudičevo pijačo. Leta 1674 so v Londonu objavili Žensko peticijo proti kavi, v kateri so se žene pritoževale, da so postali možje zaradi pitja kave jalovi kot puščava. Sledilo je odpiranje kavarn tudi drugod po Evropi. V 1713 je bil na dvoru Ludvika XIV. najbrž prvič uporabljen sladkor kot dodatek h kavi.
Prvi, ki so kavo uvažali v Evropo v večjih količinah, so bili Nizozemci; bili po so tudi med prvimi, ki so prekršili arabsko prepoved širjenja rastline ali zelenih semen. Prvi znani človek, ki je prekršil to prepoved, je bil Nizozemec Pieter van den Broeck, ki je leta 1616 iz Adena v Evropo pretihotapil potaknjence. Nizozemci so kasneje začeli kavovec gojiti na Javi in Cejlonu. Kmalu se je kava razširila tudi v Anglijo, leta 1657 pa še v Francijo. Po bitki pri Dunaju leta 1683 so poražene osmanske enote za seboj pustile nekaj vreč kave in napitek se je rezširil še po Habsburški monarhiji in Poljski.
Vreče s kavnimi zrni naj bi takrat vzel Poljak Franciszek Jerzy Kulczycki in kmalu zatem odprl prvo kavarno na Dunaju.

## Sestava
Sestavina, ki deluje poživilno, je kofein, ki ga najdemo tudi v koli, pravem čaju, kakavu ali protibolečinskih tabletah. Poleg tega vsebuje kavno zrnje tudi maščobe in sladkorje.
Količina kofeina v skodelici kave (okoli 207 ml) je odvisna od tipa kave in načina priprave.
- filter kava: 115–175 mg
- ekspres: 30 mg
- kolumbijski ekspres: 40 mg
- turška kava: 80–135 mg
- instantna kava: 65–100 mg
- turška nekofeinska kava: 3–4 mg
- nekofeinska instantna kava: 2–3 mg

## Vrste in okusi kave
Različne vrste kavovcev dajejo različne plodove, kar se izraža tudi v okusu kave. Na razlike v okusu poleg vrste vplivajo tudi podnebne razmere ter podlaga, na kateri rastejo rastline. Poleg teh dejavnikov na okus kave vplivajo tudi način obiranja, obdelave zrn, skladiščenja in transporta.
Trgovci s kavo najbolj cenijo kisle, grenke in sladke »note« v kavi. Zaželeni so tudi t. i. mehki, žametni in vinski okusi, nezaželeni pa so t. i. divji, travnat in blatni okus. Slednji so dobili ime po tleh, na katera so padla kavna zrna pri obiranju. Pojavljajo se tudi okusi, imenovani nevtralni in okus po divjadi. Manj cenjena kavna zrna po navadi odkupijo izdelovalci instant kave.
Med vsemi vrstami kavovcev, ki jih je okoli šestdeset, so najpomembnejše tri vrste s svojimi podvrstami.
- Coffea arabica, ki izvira iz Etiopije, je najpomembnejša gospodarska vrsta, ki predstavlja kar okoli 90 % vse pridelane kave na svetu. Ta vrsta daje najkvalitetnješa zrna, danes pa so najbolj cenjena zrna, pridelana v Keniji in Tanzaniji[12]
- Coffea canephora ali robusta izvira iz Konga in je že po imenu očitno najbolj odporna in najmanj občutljiva vrsta. Robusta vsebuje od 40–50 odstotkov več kofeina od arabice, je pa zaradi svojega bolj grenkega okusa in manj izrazite arome, manj cenjena in cenejša od arabice. Zaradi nižje cene je odstotek teh kavnih zrn bolj prisoten v mešanicah za ekspres.[13]
- Coffea liberica izvira iz Liberije in je kava, ki zavzema najmanjši delež med tremi vrstami kave.

Kavna zrna, ki se uporabijo za pripravo napitka, po večini niso semena samo ene vrste, temveč jih trgovci zmešajo v točno določenih razmerjih.

## Lastnosti kave
Že ob koncu 16. stoletja so botaniki začeli analizirati lastnosti napitkov. Po Rauwolfu, leta 1713, je francoski botanik Antoine de Jusseieu ustvaril eno najpomembnejših znanstvenih publikacij o anatomiji kave. Za tiste, ki jih zaužitje kave preveč razburi (pri dovzetnih lahko povzroči sinusno tahikardijo in palpitacije ali nespečnost), svetujemo, de se je vzdržijo ali jo uporabljajo v zmernih količinah. Učinek se lahko popravi tudi tako, da se kavi primeša malo cikorije ali praženega ječmena. Stalno zaužitje bi lahko izničilo negativne učinke kave pri veliko ljudeh, vendar je lahko tudi škodljiva, saj razdražljivih karakterjev ni mogoče korigirati. Pellegrino Artusi je trdil, da bi morala biti uporaba kave prepovedana za otroke.
Glede na govorice 19. stoletja je bila kava manj zanimiva v vlažnih in močvirnatih krajih. Verjetno to drži, saj sta državi, v katerih se je porabilo največ kave v Evropi Belgija in Nizozemska. Na Bližnjem vzhodu, kjer se uporablja v finem prahu in pripravlja na starodaven način, se še vedno pije motna, v kotličku, ki je v zasebnih hišah vedno pristavljen na ognju.
Po mnenju zdravnika Paola Mantegazza, patologa in higienika, kava, v nasprotju s splošnim prepričanjem ni ugodna za prebavo na kakršen koli način, vendar obstajajo razlike: merilo se lahko nanaša na tiste, ki jim kava ne povzroča posebnega razburjenja, medtem ko občutljivi na napitek lahko prenašajo svojo reakcijo tudi na pneumogastrični živec; nesporno je dejstvo, da lahko prebavljajo bolje (dobro uveljavljena navada, da se pripravi kava po obilnem kosilu, je pričevanje, čeprav ne preveč posredno). Četudi večina kuhinjskih šefov pravi, da kava po kosilu pomaga pri prebavi, to še ni bilo preverjeno.
Pitje kave zjutraj na prazen želodec daje občutek, da kava izprazni želodec zaradi nepravilne prebave in pripomore k večjemu apetitu pri zajtrku. Izpostaviti je potrebno, da skodelica kave oziroma 10 cl kave in čajna žlička sladkorja vnese le 45 kalorij v telo, v primerjavi s približno 400 priporočenimi od dietologov za uravnoteženi zajtrk. Tisti, ki zagotavlja porabo 29 % kalorij v 24 urah, se močno moti. Nadomestitev zajtrka s skodelico kave ni pametna in zanemarjanje zajtrka razkriva resno nagnjenost posameznikov k pridobivanju teže.
Poleg tega ameriški urad za hrano in zdravila priporoča izogibanje hrani, pijači in zdravilom, ki vsebujejo kofein oziroma čim redkejše uživanje. Mnogi raziskovalci ne priporočajo brezkofeinske kave, ki vsebuje manj kot 0,1 % kofeina, zaradi uporabe strupenega topila za odstranjevanje kofeina, čigar sledi ostanejo, kljub temu, da po zakonu ne bi smel biti nad minimumom, ki pa je po mnenju nekaterih nasprotnikov previsok (npr. metil etil keton: 20 mg/kg, če se opravi postopek kondenzacije, ki ustvari strup). Dejansko mnogo podjetij uporablja metode odstranjevanja kofeina, ki ne zahtevajo uporabe topil in se zato lahko štejejo za varne.
Pitje kave pred začetkom poti ni priporočljivo, če predhodno niste obedovali. V resnici je kava poživilo in spodbuja pozornost, vendar tudi draži želodčno hipersekrecijo, še posebej na prazen želodec. Kava z vročim mlekom (znani kapučino) lahko zaustavi apetit in na splošno velja za nadomestek kosila, čeprav je to neprimerno. To je zaradi tega, ker se s temperaturo taninska kislina v kavi kombinira z mlečnim kazeinom, kar povzroča porast taničnega kazeina, ki je težko prebavljiv.
Klorogenske kisline, ki so prisotne v kavi, so posledica vpliva na presnovo glukoze, kar se opazi v sekrecijskem vodu, da so zaviralci prekomerne proizvodnje glukoznih encimov in glukoze 6 fosfatov, ki aktivirajo pretvorbo ne-ogljikovih hidratov in glikogena v glukozo, kar pomeni, da se lahko spremeni vpijanje glukoze v tankem črevesju. Glukozo se vbrizga v kri, vodi se jo do mišic, za presežek se nakopičijo maščobne molekule.
Nekatere študije kažejo na zmanjšanje tveganja za sladkorno bolezen tipa 2. Opaženo je, da so klorogenske kisline derivati, ki so antioksidanti in antidiabetiki. Te antioksidante, preventivne za sladkorne bolezni in izgubo teže, se povezuje zlasti z zeleno kavo, ki vsebuje večje koncentracije teh kislin, in za razliko od tradicionalne kave, ne izgubi hranilne vrednosti.
Načini priprave kave: 
Ekspresna kava v kozarcu
Vrste kave:
- Ekspresna kava, »normalna kava v Italiji«.
- Brezkofeinska kava.
- Kava v kozarcu, servirana je v steklenem kozarcu, namesto v porcelanu.
- Kratka kava – ekspres je zelo majhen, včasih le nekaj kapljic. Kava, pripravljena na ta način, izrazi največjo aromo in ima zelo nizko vsebnost kofeina. To je tradicionalni napitek v Italiji (skoraj nemogoče je dobiti pravo močno kavo v tujini).
- Dolga kava se naredi z ekspresnim strojem, pri čemer se natoči več vode kot običajno. Dolga kava, čeprav je manj gosta, vsebuje več kofeina kot običajno in več kot ga je v kratki kavi, ker se enaka količina kave uporabi v večji meri. Dolga kava se šteje normalno kavo v Združenih državah Amerike ter v srednji in severni Evropi.
- Makiato ali bela kava se pripravi z dodajanjem malo mleka.
- Kava s peno je vrsta kave z mlekom, v katero se doda toplo in puhasto mleko.
- Prava kava se pripravi z dodajanjem žganja ali druge vrste alkohola oziroma žganja.
- Moretta Fano
- Neapeljska kava je pripravljena z neapeljsko kafetjero (kavna ročka).
- Ameriška ali angleška kava je normalni ekspres ali dolga kava, kateri se doda še 60 % vode in postreže v visoki skodelici.
- Moldavska kava
- Lešnikova kava
- Kava z ginsengom
- Kapučino
- Mokačino je klasični kapučino, kateremu se doda majhen odmerek vroče čokolade.
- Babyccino ali kapučino za otroke je manjša in umetniško okrašena kava s peno, marshmallowi, kakavom itd.
- Mehiška kava
- Ledena kava
- Kava z ledom iz mandljevega mleka
- Kavni shake je kava z ledom, pripravljena v mikserju.
- Ječmenova kava je »kava« v širšem pomenu, saj se za pripravo ne uporabijo kavna zrna.
- Marocchino se pripravi v steklu. Najprej se natoči mlečna pena, nato se doda kava, pogosto pa tudi čokolada ali kakav.
- Dunajski Melange
- Turška kava
- Dvojna dolga kava
- Dvojna kratka kava
- Kratka kava z rezino pomaranče
- Kavni frappe je grška iznajdba. Njene osnovne sestavine so instant kava, sladkor in voda.

Irska kava
- Jamajška kava je podobna irski kavi. Namesto ruma se doda viski.
- Študentska kava je močna kava.
- Valdostanska kava
- Café du campagnard
- Brazilska kava se pripravi tako, da se kavi doda še stepena smetana in sladka čokolada v prahu.
- Bela kava - vroča ali hladna se pripravi z 20 % več mleka. Razlikuje se lahko od vroče do hladne in se pogosto najde že hladna na baru.
- Francoska kava
- Carajillo

Drugi napitki s kavo:
- Caffelatte

+Caffè cortado

## Kava in gospodarstvo
Kava predstavlja zelo pomembno izvozno surovino za mnoge države. Leta 2004 je v 12 državah predstavljala glavni izvozni prihodek, leta 2005 pa je predstavljala sedmo največjo legalno izvozno poljščino.
S kavo Arabica trguje izključno New Yorški Board of Trade (NYBOT) v centih dolarja na ameriški funt, pri čemer en kontrakt vsebuje 37.500 funtov. Ta številka ustreza približno 260 vrečam po 60 kg. S sorto Robusta se od leta 2000 trguje na Londonskem International Financial Futures Exchange (LIFFE) in vsebuje 5 ton (80 vreč), pri čemer se trguje z ameriškimi dolarji na tono.

## Aparat za »hitro«kavo, instantno kavo
Instant kava je proizvod procesa ekstrakcije, ko iz kave izlužijo kavni koncentrat. Pridobljeni koncentrat z različnimi postopki posušijo, s katerim se odstrani topilo z razlogom pridobiti izdelek v prahu ali v zrncah, ki jih je mogoče raztopiti v vodi in je napitek možno hitro uporabiti.
Leta 1881 je ameriški kemik Satori Kato predstavil prvo instant kavo na razstavi v Pan American.
Instant kava se pridobiva na dva različna načina(postopka): atomizacija in liofilizacija. V obeh primerih se praži kavo (pri temperaturah med 190 in 210 °C), nato se topne suhe snovi ekstrahirajo z vročo vodo, v operaciji, ki jo imenujmo trdno - tekoča ekstrakcija. Pridobljena tekočina je ekstrakt, ki se ji je s centrifugo po fazah odstranila voda. Atomizacija se izvaja s sušilno komoro, kjer se snov na hitro izsuši s stikom z vročim zrakom. Liofilizacija se opravi pri nizkih temperaturah in s posledično sublimacijo na ekstraktu vode pri nizkih tlakih.
Teža pridobljene kave je približno 40 % teže zelene kave.
Zahvaljujoč Nestlé, ki je razvila svoj Nescafe instant kavo leta 1938, so jo lahko uporabljali ameriški vojaki med drugo svetovno vojno.
Kava v kozarcih ali v pločevinkah
Kava v kozarcih je pijača, ki je bila priljubljena v azijskih državah, predvsem na Japonskem in v Južni Koreji. Prodajni avtomati običajno prodajajo več vrst kave in je možna izbira med toplim in hladnim napitkom. Zaradi napetega življenjskega sloga korejskih prebivalcev v velikih mestih, so podjetja ponujala večinoma kavo v pločevinkah s široko paleto okusov. V japonskih trgovinah imajo tudi široko dostopnost ustekleničene kavne napitke, kot tudi v plastiki, po navadi rahlo sladkane in zmešane z mlekom. V ZDA je Starbucks (glavni uvoznik Gvatemale z več kot 70 %), ki prodaja svojo priljubljen frapučino v steklenicah, katerih glavna sestavina so mleko, kava, sladkor in arome (kot vanilije ali karamele). Prodajajo tudi v pločevinkah ekspresno pijačo, rahlo sladkano in zmešano s smetano. Obstajajo tudi druge mešanice kavnih napitkov, vendar so nekoliko manj priljubljene. V Avstraliji je ledena kava pogosto v majhnih škatlah. V Kolumbiji Juan Valdez aparat za kavo proizvaja milkshake (koncentrat kave in mleka).
Koncentrat tekoče kave
Druga vrsta kave je pripravljena iz koncentrata tekoče kave. Aparat za kavo Koncentrat je celuloza, pridobljen iz kave infuzijo, ki ima veliko količino vode odstranijo. Glede na stopnjo koncentracije izdelka lahko aparat koncentrat je stabilna pri sobni temperaturi ali zahtevajo zamrznitev za shranjevanje. Lastnosti končnega izdelka bo rezultat uporabljenih surovin. Uporablja se predvsem v velikih institucionalnih razmerah, ko aparat mora izdelati kavo za več tisoč ljudi naenkrat, in preprosto z redčenjem paste lahko dobite veliko kav.

## Nihanje cen kave na svetovnem trgu
Kavni trg je endemično nestabilen in to pomanjkanje stabilnosti se izraža predvsem z nihanjem cen. Merilo nestanovitnosti cen kave temelji na dnevni spremembi cen v odstotkih. Cene kave se ne spreminjajo le iz leta v leto, temveč tudi znotraj posameznega kavnega leta. Pritisk na cene kave je največji v zgodnjih mesecih koledarskega leta, ker pretežni del svetovnega pridelka kave oberejo približno v istem času (poletje in zgodnja jesen). Z zgodovinskega vidika povečanja nihanja cen kave, imajo svoje korenine v glavnem v neugodnih vremenskih razmerah, ki imajo takojšen učinek na stanje ponudbe in ustvarja močno neravnovesje med ponudbo in povpraševanjem na trgu.
Kava je na trgu do leta 1989 ostala relativno stabilna, kljub vremenu in njenem vplivu na nasade, kar je predvsem posledica različnih mednarodnih sporazumov o kavi, ki so zagotavljale nekakšno stabilnost trga prek sistema delnic. Ta sistem ureja maksimalno kvoto, da v času, ko cene na svetovnih trgih padajo pod določeno raven, lahko vsaka država proizvajalcem omogoči vstop na trg. Na tak način se je zagotavljala neka vrsta zaščite. Od 4. julija 1989, te pogodbe ni več in od takrat govorimo o liberalizaciji trga kave.
Začetek deregulacije po 27 letih sporazumov med proizvajalci je obsežno vplivala na trg kave in je bila prvič pod nadzorom ponudbe in povpraševanja.
V tem primeru bi države proizvajalke celotno zalogo plasirale na svetovni trg, zaradi česar bi privedlo do padanja cen. V bistvu mehanizem postane naslednji: nihanja kot smo že omenili so bistvenega pomena za trg kave, visoke cene so postale spodbuda za proizvajalce kave, bolje skrbeti za rastline ali nove zasaditve, kar je posledica in to pa pogosto pomeni, v poznejši fazi novi nasadi, večjo in boljšo proizvodnjo, ki vključuje znižanje cen. Nizke cene posledično pomenijo manjšo pozornost za nasade, iz katerih sledi nižja proizvodnja in višje cene, tako da se postopek ponovi.
Posledica nihanja cen na kavnem trgu ni samo z vidika ponudbe in povpraševanja. Vpliv velikih finančnih investitorjev je imel večjo vlogo od liberalizacije trga v letu 1989. Države izvoznice imajo slabe skadiščne kapacitete z izjemo Brazilije in Kolumbije, zato si prizadevajo, da odprodajo ves pridelek takoj, ko je obran. Padanje cen kave je še dodaten pritisk na pridelovalce, ker jih omejuje kapital. Hitijo s prodajo kave ne glede na višino cene, edini cilj je, da bi pridobili nujno potrebna finančna sredstva. Špekulacije povzročajo nihanja cene kave na svetovnem trgu in s tem povzročajo višje cene, kot bi bile sicer glede na razmerje med ponudbo in povpraševanjem.

### Pridelava
Brazilija je vodilna država v pridelavi kave, sledijo pa ji Vietnam, Indonezija, Kolumbija in Mehika.
| Deset vodilnih držav v pridelavi kave — 2005 | Deset vodilnih držav v pridelavi kave — 2005 | Deset vodilnih držav v pridelavi kave — 2005 | Deset vodilnih držav v pridelavi kave — 2005 | Deset vodilnih držav v pridelavi kave — 2005 |
| Država | Pridelava (Int $1000)                        | Opomba                                       | Pridelava (v tonah)                          | Opomba                                       |
| --- | -------------------------------------------- | -------------------------------------------- | -------------------------------------------- | -------------------------------------------- |
| Brazilija | 1.781.684                                    | C                                            | 2.179.270                                    |                                              |
| Vietnam | 809.384                                      | C                                            | 990.000                                      | *                                            |
| Indonezija | 622.986                                      | C                                            | 762.006                                      |                                              |
| Kolumbija | 558.050                                      | C                                            | 682.580                                      |                                              |
| Mehika | 254.148                                      | C                                            | 310.861                                      | F                                            |
| Indija | 224.829                                      | C                                            | 275.000                                      |                                              |
| Etiopija | 212.566                                      | C                                            | 260.000                                      | F                                            |
| Gvatemala | 177.084                                      | C                                            | 216.600                                      | F                                            |
| Honduras | 155.860                                      | C                                            | 190.640                                      |                                              |
| Uganda | 152.066                                      | C                                            | 186.000                                      | F                                            |
| Brez opombe = uradna statistika, F = FAO predvidevanje, * = neuradna ocena, C = preračunana vrednost; Prpridelava v Int $1000 je bila preračunana gleda ne cene v letih 1999−2001 Vir: Food And Agricultural Organization of United Nations: Economic And Social Department: The Statistical Devision |                                              |                                              |                                              |                                              |

## Priprava
Za pripravo napitka iz kavovega zrnja je le-to potrebno ustrezno pripraviti. Zrnje se obere in sortira, nato pa sledi vrsta procesov, ki vodijo do grenke in aromatične pijače.

### Moker postopek
Kave višje kakovosti so po navadi pridelane z mokrim postopkom. Oluščena zrna v posebnih zbiralnikih namočijo v mrzlo vodo, kjer se med namakanjem prične rahla fermentacija, ki traja približno 24 ur. Proces fermentacije je zelo pomemben, ker vpliva na aromo in okus, saj ta postane mehkejši in manj grenak. Po tem postopku zrna postavijo na sonce, kjer se začne proces sušenja. Ko so zrna posušena, jih ročno ali elektronsko preberejo glede na velikost in razred kakovosti.

### Suh postopek
Suh postopek uporabljajo v Braziliji in Zahodni Afriki. Rdeče neoluščene plodove zložijo na velike odprte terase, imenovane terreiros. Na soncu jih sušijo dva do tri tedne, pri čemer odstopi zunanji ovoj semena. Med sušenjem zrnje večkrat premešajo. Ko je rdeči ovoj popolnoma suh, ga ločijo od zrnja in nato ročno ali elektronsko sortirajo. Suh postopek lahko izvajajo tudi v sušilnicah, kjer postopek sušenja traja le dva do štiri dni.

### Praženje
Večina kave se proda pražene. Manjši delež se proda v nepraženem stanju kot zelena kava, pred pripravo pa jo je treba obvezno določen čas pražiti. Prav praženje najbolj vpliva na okus in aromo napitka, zrno pa se spremeni tako fizično kot kemično. S praženjem zrna izgubijo na teži, saj iz njih s procesom praženja izpari voda, s čimer se spremeni tudi gostota zrnja.
Praženje se začne, ko temperatura v zrnu naraste na 200 °C, trajanje in končna temperatura pa sta odvisni od vrste kavnih zrn, ki jih pražimo. Med praženjem se v zrnu začne postopek karamelizacije, temperatura pa povzroči razpad škroba v zrnju na enostavne sladkorje, ki začnejo karamelizirati in posledično spremenijo barvo zrna. Količina saharoze med praženjem hitro upada in lahko pri bolj praženih zrnih povsem izgine. Med praženjem se znižuje tudi stopnja aromatičnih olj, kislin in kofeina, kar tudi vpliva na okus kave.
Pri 205 °C se v zrnih začnejo razvijati drugačna olja, med katerimi je najpomembnejši caffeol, ki začne nastajati pri temperaturi okoli 200 °C. To olje je v prvi vrsti zaslužno za kavni okus in aromo.
Glede na barvo praženega zrnja se kava prodaja pod imeni light, cinnamon, medium, high, city, full city, francosko ali italijansko praženje. Močneje pražene kave so praviloma bolj fino mlete, saj vsebujejo manj vlaken, vsebujejo pa tudi več sladkorja. Manj pražene kave imajo višjo vsebnost kofeina in posledično bolj grenak okus, so pa bolj aromatične in imajo višjo vsebnost kislin, ki z dolgotrajnejšim praženjem izginejo. Med praženjem na zrnih nastane tudi nekaj luskastih tvorb, ki so ostanki kožice, ki je ostala na zrnju po lupljenju. Te luske običajno z zrnja odpihnejo po procesu praženja, nekaj pa jih pustijo v kavi, predvsem pri bolj praženih vrstah, da vpijejo nastala olja.
Dekofeinizacija je lahko tudi eden od procesov pri pripravi kave za tržišče. Postopek se začne pri zelenih zrnih, poznamo pa več načinov dekofeinizacije. Vsi postopki se začnejo z namakanjem kavnih zrn v vroči vodi ali z obdelovanjem z vodno paro. Kasneje se uporabijo različna topila, ki razgradijo olja, v katerih je kofein. Odstranjen kofein podjetja po navadi prodajo farmacevtski industriji.

### Skladiščenje in pakiranje
Praženo kavo je potrebno pravilno skladiščiti, da se v zrnju ohrani vse aromatične snovi. Idealni pogoji za skladiščenje so neprodušne posode, ki jih je potrebno hraniti v suhem in temnem prostoru.
Pakiranje kave poteka danes avtomatsko. Sodobne pakirnice pakirajo kavo v vakuumu, v atmosferi z dodatkom inertnega plina ali z vgraditvijo enosmernega ventila. Kavo danes pakirajo v vrečke ali v hermetično zaprte posode. Po tem, ko je bila vrečka s kavo odprta je najbolje vsebino pretresti v posodo, ki omogoča izsesavanje zraka, da bi se teko preprečil vdor zraka v posodo, saj kavni prah ob stiku z zrakom hitreje izgublja aromo.

### Mletje in priprava
Pred pripravo je potrebno kavna zrna zmleti ali streti. Za to se lahko uporabljajo ročni mlinčki, ki zrnje strejo med zobci posebej oblikovanih zobatih kolesc. Druga metoda je mletje kave v električnih kavnih mlinčkih, ki s pomočjo hitro vrtečega rezila kavno zrnje nareže v fin prah. Tretja metoda je uporaba terilnice, v kateri kavna zrna stolčemo v prah. Finost kavnega prahu je odvisna od načina priprave kave. Najbolj fin prah se uporablja za kuhano kavo, najbolj grob pa za pripravo filter kave.
Po mnenju nekaterih je edini pravi način turška kava, s kuhanjem v džezvi, pravzaprav prevretjem mlete kave. Ta način ima lastnost, da se prostor napolni s prijetnim vonjem kave.
Bolj pogost in hitrejši način priprave v gostinskih lokalih je espresso, kjer vrela voda pod pritiskom steče skozi kavo v skodelico. Podoben napitek sta tudi makiato, ali kapučino, kjer ekspresu dodamo toplo ali mrzlo in spenjeno mleko. Kava je lahko tudi brez kofeina, pa ima kljub temu zaradi učinka placeba poživilen učinek.
Podoben način priprave je priprava kave s filtriranjem. Pri tem načinu se uporabljajo posebni aparati, pri katerih mleto kavo stresemo v posebne filtrirne vrečke, v poseben prostor v aparatu pa nalijemo vodo. Voda nato na principu gravitacije steče preko grelnika, kjer zavre in steče v prostor s filtrirno vrečko. Tam teče preko kavnega prahu in na spodnjem delu vrečke odteče v posodo na spodnjem delu aparata .